# Bełżyce (gemeente)
De gemeente Bełżyce is een stad- en landgemeente in het Poolse woiwodschap Lublin, in powiat Lubelski.
De zetel van de gemeente is in Bełżyce.
Op 30 juni 2004 telde de gemeente 13 891 inwoners.

## Oppervlakte gegevens
In 2002 bedroeg de totale oppervlakte van gemeente Bełżyce 133,85 km², waarvan:
- agrarisch gebied: 85%
- bossen: 9%

De gemeente beslaat 7,97% van de totale oppervlakte van de powiat.

## Demografie
Stand op 30 juni 2004:
| Omschrijving                   | Totaal | Totaal | Vrouwen | Vrouwen | Mannen | Mannen |
| ------------------------------ | ------ | ------ | ------- | ------- | ------ | ------ |
| eenheid                        | aantal | %      | aantal  | %       | aantal | %      |
| inwoners                       | 13 891 | 100    | 7137    | 51,4    | 6754   | 48,6   |
| bevolkingsdichtheid (inw./km²) | 103,8  | 103,8  | 53,3    | 53,3    | 50,5   | 50,5   |

In 2002 bedroeg het gemiddelde inkomen per inwoner 1171,86 zł.

## Administratieve plaatsen (sołectwo)
Babin, Chmielnik, Chmielnik-Kolonia, Cuple, Jaroszewice, Kierz, Krężnica Okrągła, Malinowszczyzna, Matczyn, Płowizny, Podole, Skrzyniec, Skrzyniec-Kolonia, Stare Wierzchowiska, Wierzchowiska Dolne, Wierzchowiska Górne, Wojcieszyn, Wronów, Wymysłówka, Zagórze (sołectwa: Zagórze I en Zagórze II), Zalesie, Zosin.

## Aangrenzende gemeenten
Borzechów, Chodel, Konopnica, Niedrzwica Duża, Poniatowa, Wojciechów